# Microtrigonia
Microtrigonia is een geslacht van libellen (Odonata) uit de familie van de korenbouten (Libellulidae).

## Soorten
Microtrigonia omvat 3 soorten:
- Microtrigonia gomphoides Lieftinck, 1933
- Microtrigonia marsupialis Förster, 1903
- Microtrigonia petaurinia Lieftinck, 1949